# Johannes Virolainen
Johannes Virolainen (31 tháng 1 năm 1914 - 11 tháng 12 năm 2000) là một chính trị gia người Phần Lan.
Virolainen sinh ra gần Viipuri. Sau khi chiến tranh Virolainen chuyển đến Lohja, nhưng ông vẫn là một trong những người lãnh đạo của người Karelia sơ tán, và không bao giờ từ bỏ hy vọng rằng Liên Xô và sau đó Nga sẽ trả lại Phần Lan Karelia cho Phần Lan. Sau chiến tranh thế giới II, Virolainen trở thành chủ tịch đầu tiên của Maaseudun Nuorten Liitto sau này gọi là Trung tâm Thanh niên Phần Lan, đã đào tạo hàng chục bộ trưởng và hàng trăm thành viên của Quốc hội Phần Lan.
Ông cũng nổi tiếng như là một người pha trà, nói rằng hoàn cảnh duy nhất mà ông sẽ phải chịu trách nhiệm downing một bánh mì nướng sẽ là nếu Karelia được ceded trở lại Phần Lan. Ông thích lặp lại đường dây, và nó đã được tuyên bố rằng ông nói rằng nó, trong số những người khác, Nikita Khrushchev và Anastas Mikoyan về phía Liên Xô, để chống lại needling của họ vì thiếu phong cách Liên Xô của socas xã hội.
Là thành viên của Liên đoàn Nông nghiệp (sau đó là Trung tâm Đảng), Virolainen là thành viên của Nghị viện 1945-1983 và 1987-1991.
Ông đã có một sự nghiệp lâu dài của bộ trưởng, làm Trợ lý Bộ trưởng Bộ Nội vụ 1950-1951; Bộ trưởng tại Hội đồng Nhà nước năm 1951, và 1956-1957; Bộ trưởng Bộ Giáo dục 1953, 1954, 1956-1957, và 1968-1970; Bộ trưởng Ngoại giao 1954-1956, 1957 và 1958; Phó Thủ tướng Chính phủ 1957, 1958, 1962-1963, 1968-1970, và 1977-1979; Bộ trưởng Bộ Nông nghiệp 1961-1962, 1962-1963; Bộ trưởng Tài chính 1972-1975; Và Bộ trưởng Bộ Nông nghiệp và Lâm nghiệp 1976-1977 và 1977-1979.
Virolainen là Thủ tướng Chính phủ trong những năm 1964-1966, chủ tọa một chính phủ liên hiệp bao gồm Trung tâm Đảng, Đảng Liên minh Quốc gia, Đảng Nhân dân Thụy Điển và Đảng Nhân dân Phần Lan. Ông cũng từng là Chủ tịch Quốc hội vào những năm 1966-1968 và 1979-1982. Virolainen được coi là một trong những nhà lãnh đạo Đảng Trung ương mạnh nhất trong thời hậu chiến, đứng thứ hai chỉ sau Urho Kekkonen.